# Eois insignata
Eois insignata är en fjärilsart som beskrevs av Walker 1861. Eois insignata ingår i släktet Eois och familjen mätare. Inga underarter finns listade i Catalogue of Life.